# Krčmaň
Krčmaň (in tedesco Krtschman) è un comune della Repubblica Ceca facente parte del distretto di Olomouc, nella regione di Olomouc.

## Storia

### Simboli
Lo stemma e la bandiera sono stati disegnati dall'araldista Velebný nel 1998 e sono stati concessi al villaggio di Krčmaň nel 1999 dalla Camera dei Deputati del Parlamento della Repubblica Ceca.